# 제러미 어바인
제러미 어바인(Jeremy Irvine, 1990년 7월 1일 ~ )은 잉글랜드의 배우이다.

## 출연 작품

### 영화
- 빌리어네어 보이즈 클럽 - 카일 빌트모어 역
- 파라다이스 힐즈 - 마커스 역
- 더 프로페서 앤 더 매드맨

### 드라마
- 아웃랜더 : 블러드 오브 마이 블러드 - 헨리 뷰챔프 역